# Bailly-le-Franc
Bailly-le-Franc ist eine Gemeinde im französischen Département Aube in der Verwaltungsregion Grand Est. Sie gehört zum Arrondissement Bar-sur-Aube und zum Kanton Brienne-le-Château. Bailly-le-Franc liegt am Flüsschen Chevry und ist umgeben von den Nachbargemeinden Joncreuil im Westen, Arrembécourt im Nordwesten, Outines im Norden, Châtillon-sur-Broué im Nordosten, Rives Dervoises mit Droyes und Puellemontier im Osten, Lentilles im Süden und Chavanges im Südwesten.

## Bevölkerungsentwicklung
| Jahr      | 1962 | 1968 | 1975 | 1982 | 1990 | 1999 | 2008 | 2018 |
| --------- | ---- | ---- | ---- | ---- | ---- | ---- | ---- | ---- |
| Einwohner | 70   | 65   | 44   | 39   | 32   | 35   | 31   | 36   |

## Sehenswürdigkeiten
- Fachwerkkirche Exaltation-de-la-Sainte-Croix, Monument historique

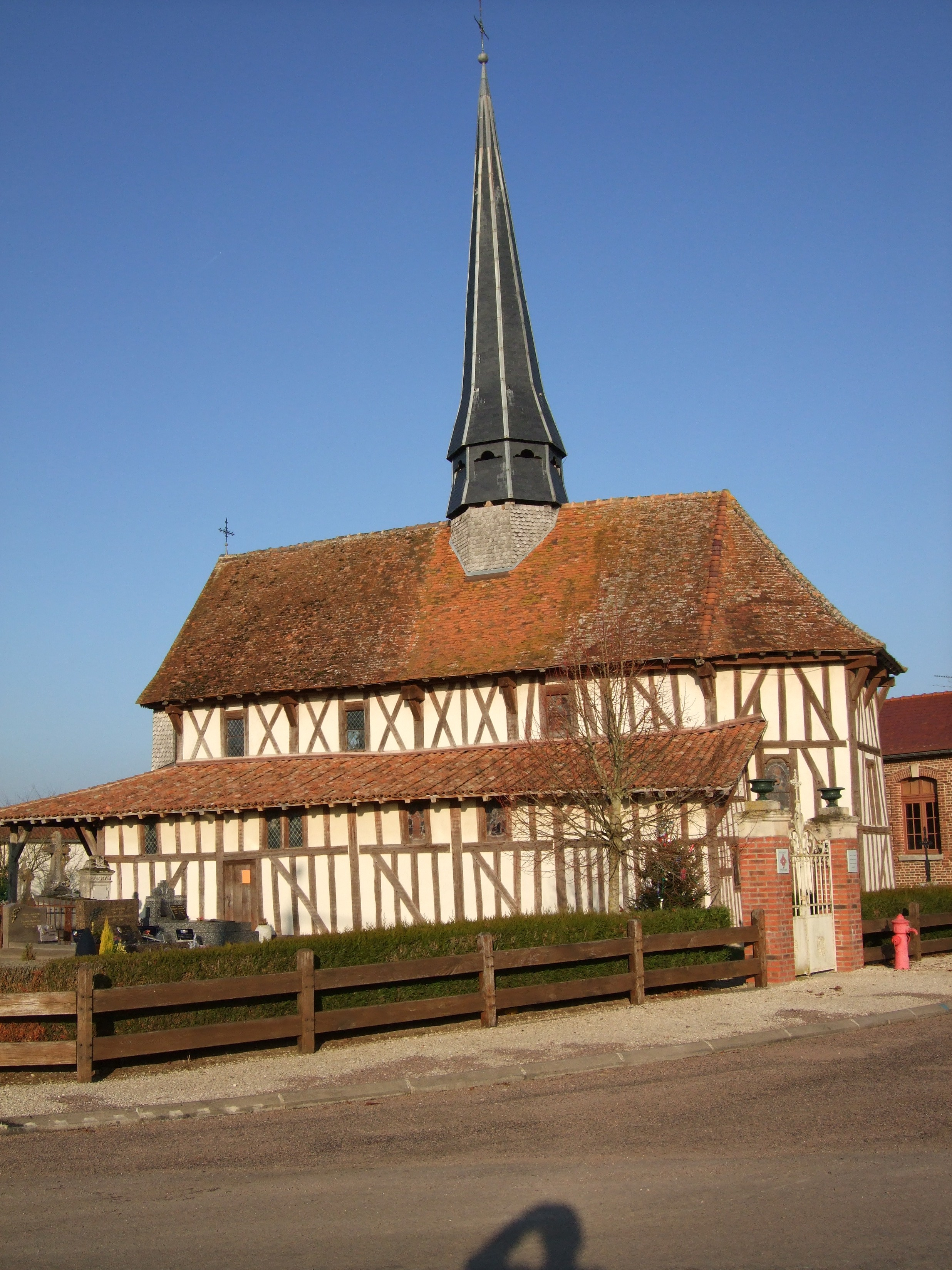
Kirche Exaltation-de-la-Sainte-Croix